# ميلان مانداريتش
ميلان مانداريتش (بالإنجليزية: Milan Mandarić)‏‏ (5 سبتمبر 1938 في غوسبيتش -  ) شخصية أعمال من الولايات المتحدة.